# هم‌کلاس (فیلم ۱۳۸۰)
هم‌کلاس فیلمی به کارگردانی سعید خورشیدیان و نویسندگی سعید خورشیدیان، علی برجسته محصول سال ۱۳۸۰ است.

## بازیگران
- علی قربان زاده
- رامبد شکرآبی
- حدیث فولادوند
- پرستو صالحی
- علی برجسته
- زهره حمیدی
- آرزو افشار
- نادیا امیرخسروی
- نیلوفر دوستی
- فرهاد جعفری
- محمدرضا نوروزی